# 베투소돈
베투소돈(Vetusodon)은 상키노돈트군(Epicynodontia)에 속하는 키노돈트 중 하나이다. 베투소돈은 남아공의 페름기 후기 답토세팔루스 군집지대(Late Permian Daptocephalus Assemblage Zone)에서 발견되었다. 두개골 길이가 약 18cm인 베투소돈은 페름기에 살았던 가장 큰 키노돈트인데, 수렴진화를 통해 넓고 튼튼한 턱, 큰 앞니 와 송곳니, 작고 한쪽으로 뾰족한 송곳니 뒤 치아 등 모스코리누스(Moschorhinus)를 연상시키는 몇 가지 특이한 특징을 가지고 있었다.

## 특징

### 주둥이
베투소돈은 두개골 길이가 약 18cm인 페름기 키노돈트 중 가장 큰 두개골을 가졌으며 측두엽 영역은 두개골 길이의 약 60%를 차지한다.

### 치아
베투소돈의 치아는 원뿔형이고 뿌리가 하나였다. 이들은 길고 굽은 네 쌍의 윗니 를 가지고 있었고 앞니와 송곳니 사이에 치극(치아 사이의 틈)이 있었다.
윗송곳니는 크고 단면이 둥글고 다소 길었다. 윗송곳니의 수는 표본마다 다양하며, 완모식 표본의 경우 7쌍 까지 있었고 SAM-PK-K10596의 경우 11쌍까지 다양하다. 여러 개의 교두가 있는 송곳니를 가진 키노돈트와 달리 베투소돈의 송곳니는 하나의 교두만을 가지고 있었다.